# Damiano David
Damiano David (olasz kiejtése: [daˈmjaːno ˈdaːvid]; Róma, Olaszország, 1999. január 8. –) olasz énekes és dalszerző. A Måneskin nevű rockzenekar frontembere, amely a Zitti e buoni című dalával megnyerte a 2021-es Sanremói Dalfesztivált, majd az Eurovíziós Dalfesztivál 2021-es versenyét Olaszországot képviselve. 2024-ben David megkezdte zenei szólókarrierjét a Silverlines és a Born with a Broken Heart című kislemezekkel, amelyek debütáló stúdióalbumát, a Funny Little Fears-t (2025) előzték meg. David 2025-ben elindul első szóló koncertkörútjára.

## Élete és pályafutása

### 1999–2016: Gyermekkora és iskolás évek
David Rómában született Daniele David és Rossella Scognamiglio gyermekeként, mindketten légiutas-kísérők. Szülei munkája miatt ő és idősebb testvére, Jacopo már kora gyermekkoruktól kezdve világszerte utazgattak, ami megismertette őket a különböző kultúrákkal, illetve gyorsan megtanultak angolul. Tizenhét éves koráig a helyi Eurobasket Roma klubban kosárlabdázott, ahol irányítóként mutatott némi tehetséget. Véleménye szerint a kosárlabda-élmény alapvető fegyelmet adott neki ahhoz, hogy sikeres legyen az életében.
David hatéves korában kezdett el énekelni. Középiskolás korában kezdett el érdeklődni komolyabban a zene iránt; ekkor találkozott Victoria De Angelisszel és Thomas Raggival, akikkel végül megalapították a Måneskint. Rómában az Eugenio Montale nyelvi gimnáziumba járt, de tanulmányait nem fejezte be, inkább a zenei karrierjének szentelte magát, amiben szülei is támogatták.

### 2017–2023: Áttörés a Måneskinnel
Amikor jelentkezett helyi zenekaruk énekesének, eleinte visszautasították, mert stílusát „túl poposnak” tartották, de ragaszkodása ahhoz, hogy bekerüljön a zenekarba, végül elérte, hogy felvegyék. David hamarosan megváltoztatta viselkedését és stílusát, különösen a színpadi személyiségét, mert megtanulta, hogyan fejezze ki magát szabadon. A zenekar 2016-ban alakult, és kezdetben utcai zenészekként játszottak Róma városának utcáin, de 2017-ben gyorsan ismertté váltak, amikor az X Factor olasz tehetségkutató műsor tizenegyedik évadában a második helyen végeztek. A zenekar áttörést ért el az Il ballo della vita című stúdióalbummal, 2018-ban és 2019-ben pedig turnéra indultak. 2021-ben megjelent második stúdióalbumuk, a Teatro d'ira: Vol. I.
2021-ben részt vettek a Sanremói Dalfesztiválon, amelyet a Zitti e buoni című dallal megnyertek, és ezzel biztosították részvételüket az Eurovíziós Dalfesztiválon 2021-ben. Rotterdamban első helyezést értek el, és ők lettek a harmadik olasz győztesek a verseny történetében. Győzelmük után tévesen megvádolták azzal, hogy a döntő alatt kábítószert fogyasztott. A verseny után David önszántából alávetette magát egy drogtesztnek, amely negatív lett. David azt állítja, hogy soha nem használt kemény drogokat, és bandatársaival együtt a kábítószer-ellenesség híve. Maga David a Vogue Italia-nak adott interjújában kijelentette: „nem esünk bele az alkoholista és drogos rocksztár sztereotípiájába”. Állítása szerint csak különleges eseményeken iszik alkoholt. Úgy véli, hogy a kreativitás az „egészséges, edzett és világos” elméből fakad, és ellentmond annak, hogy úgy próbáljuk igazán kifejezni „saját magunkat, hogy olyasmihez kötjük magunkat, ami ehelyett függővé, rabszolgává tesz minket”, utalva ezzel a Club 27-re is. Az Eurovíziós győzelemmel a csapat bekerült a nemzetközi közönség figyelmébe, különösen az Egyesült Államokban, köszönhetően a Zitti e buoni és az I Wanna Be Your Slave című kislemezeknek, amelyek a felkerültek Billboard Global 200 Excl. US. és a Spotify Viral 50-es listájára. 2021. július 4-én a The Four Seasons Beggin’ című számának feldolgozása, amely eredetileg három évvel korábban jelent meg a Chosen EP részeként, a Spotify világranglistájának élére került.
2021. október 8-án az együttes új kislemezt adott ki Mammamia címmel. Az Egyesült Államokban elért sikert kihasználva a kislemezt a Jimmy Fallon Tonight Show-ban, a The Ellen DeGeneres Show-ban és a Saturday Night Live című műsorokban népszerűsítették. Az együttes harmadik albuma Rush! címmel 2023. január 20-án jelent meg, és Olaszországon kívül hat másik zenei piacon a listák élén debütált.
David feldolgozta a Stooges I Wanna Be Your Dog című dalát, valamint Jeffrey, a főellenség asszisztense hangját adta a 2021-es Szörnyella című film olasz szinkronjában.

### 2024–jelen: Szólókarrier és aFunny Little Fears
David 2023-ban szerepelt Anitta énekesnő Mil Veces című dalának klipjében. 2024. szeptember 9-én az Instagram-profilján közzétett rövid klipben bejelentette, hogy szólóprojektet indít, később pontosítva, hogy ez nem jelenti a Måneskintől való távozását; szeptember 11-én részt vett a 2024-es MTV Video Music Awards díjátadón, ahol színpadra lépett, hogy átadjon egy díjat. A gálán megújult, klasszikus külsővel jelent meg. Szeptember 27-én kiadta debütáló kislemezeként a Silverlines című popballadát, amelynek producere Labrinth volt. A dalt október 22-én előadta a The Tonight Show-ban . Október 25-én jelent meg második kislemeze, a Born with a Broken Heart, ismét popos hangzással, ami sok kritikát kapott a Måneskin rajongóktól. A dal meglehetősen sikeres volt, több országban is felkerült a slágerlistákra, Franciaországban pedig aranylemez minősítést kapott. Ugyanezen hónap 29-én adta debütáló szólókoncertjét a New York-i Poisson Rouge-ban, ahol bemutatta két kislemezét és három eddig kiadatlan számát: Next Summer, Voices és The Bruise. December 9-én bejelentette, hogy 2025 őszén világkörüli turnéra indul.
2025 februárjában felvette Mark Ronson és Miley Cyrus Nothing Breaks like a Heart című dalának feldolgozását a Spotify Singles -– Valentine’s Day Edition című gyűjteményéhez. Február 12-én vendégként fellépett a 2025-ös Sanremói Dalfesztivál második estjén, ahol a Felicità és a Born with a Broken Heart című dalokat énekelte, február 28-án pedig megjelent harmadik kislemeze, a Next Summer.
David debütáló stúdióalbuma, a Funny Little Fears 2025. május 16-án jelent meg a Sony Music Italy és az Arista Records gondozásában.

## Művészete
2017-ben az X Factor zsűritagja, Fedez úgy nyilatkozott, hogy David egy igazi frontember. 2021-ben Manuel Agnelli hasonló szavakkal dicsérte, hogy „a nagy frontemberek természetes karizmájával” rendelkezik. Énekstílusát 2017-ben úgy jellemezték, hogy „reggae hangszínnel rendelkezik, amely lehetővé teszi számára, hogy mesterien kezelje a rockrepertoárt, tekintve, hogy a zenekar zenei hatásai az indie-rocktól a glam-rockon át a pop-rockig terjednek”. Jellegzetes androgün megjelenését és színpadi divatstílusát az 1970-es évek hippi, vintage és glam rock keverékének tartják, ami miatt olasz divatikonnak is bélyegezték.

## Magánélete
David közel hat évig volt kapcsolatban Giorgia Soleri olasz modellel és influencerrel. A pár 2023 júniusában szakított. 2023 novemberében arról számoltak be, hogy kapcsolatban áll Dove Cameron amerikai színésznővel és énekesnővel, akivel 2024 februárjában mutatkozott be először a nyilvánosság előtt.
David az olaszon kívül folyékonyan beszél angolul, és valamennyire beszél spanyolul és franciául is. A faji és LMBT+ jogok szószólója. David elmondta, hogy ellenzi a drogokat, és hogy soha nem fogyasztott ilyesmit, kijelentve: "A kreativitás az egészséges, edzett, világos elméből fakad. Az agy egy gépezet, aminek a fogaskerekeinek a helyén kell lennie, a drogok pedig csak egy hatalmas mocsok... Az üzenet, amit a zenénkkel terjeszteni akarunk, az az ember felemelkedése a szabadsága által, és hogyan beszélhetnénk a saját énünk kifejezéséről úgy, hogy olyasmihez kötjük magunkat, ami ehelyett függővé, rabszolgává tesz minket?". Emellett rajong az AS Roma labdarúgóklubért.
David kedveli a görög mitológiai szereplő, Ikarosz szimbolikáját, csípőjén egy szárnyakat ábrázoló tetoválás és egy Ikaroszra utaló idézet látható, valamint korábban az Instagram közösségi médiaplatformon a „Ykaaar” felhasználónevet használta.

## Diszkográfia

### Stúdióalbumok
| Cím                | Adatok                                                    |
| ------------------ | --------------------------------------------------------- |
| Funny Little Fears | - Megjelenés: 2025. május 16. - Kiadó: Sony Italy, Arista |

### Kislemezek
| Cím                                                                         | Év   | Legjobb helyezések | Legjobb helyezések | Legjobb helyezések | Legjobb helyezések | Legjobb helyezések | Legjobb helyezések | Minősítések                                                | Album              |
| Cím                                                                         | Év   | ITA                | BEL (FL)           | CAN                | FRA                | NLD                | SWI                | Minősítések                                                | Album              |
| --------------------------------------------------------------------------- | ---- | ------------------ | ------------------ | ------------------ | ------------------ | ------------------ | ------------------ | ---------------------------------------------------------- | ------------------ |
| Silverlines                                                                 | 2024 | 85                 | —                  | —                  | —                  | —                  | —                  |                                                            | Funny Little Fears |
| Born with a Broken Heart                                                    | 2024 | 24                 | 4                  | 95                 | 21                 | 76                 | 54                 | - FIMI: Aranylemez - BRMA: Aranylemez - SNEP: Platinalemez | Funny Little Fears |
| Next Summer                                                                 | 2025 | 50                 | 10                 | —                  | 72                 | —                  | 60                 |                                                            | Funny Little Fears |
| Voices                                                                      | 2025 | —                  | —                  | —                  | —                  | —                  | —                  |                                                            | Funny Little Fears |
| „—” A dal nem került fel a listára, vagy nem jelent meg az adott területen. |      |                    |                    |                    |                    |                    |                    |                                                            |                    |

## Filmográfia

### Film
| Év   | Cím        | Szerep         | Megjegyzés                                     |
| ---- | ---------- | -------------- | ---------------------------------------------- |
| 2021 | Szörnyella | Jeffrey (hang) | A film olasz szinkronizált változatának hangja |

### Videóklipek
| Év   | Cím       | Artist(s) |
| ---- | --------- | --------- |
| 2023 | Mil Veces | Anitta    |

### Reklámok
| Év   | Kampány(ok) / termék(ek)  | Márka    | Szerep | Forrás        |
| ---- | ------------------------- | -------- | ------ | ------------- |
| 2024 | „It turns you on” kampány | Maserati | Önmaga | [ 68 ] [ 69 ] |

## Fordítás
- Ez a szócikk részben vagy egészben  a   Damiano David című angol Wikipédia-szócikk fordításán alapul.  Az eredeti cikk szerkesztőit annak laptörténete sorolja fel. Ez a jelzés csupán a megfogalmazás eredetét és a szerzői jogokat jelzi, nem szolgál a cikkben szereplő információk forrásmegjelöléseként.